# Alexandre Gady
Alexandre Gady (né le 1er avril 1968 à Versailles) est un universitaire français, historien de l'architecture, engagé dans la mise en valeur et la défense du patrimoine. Il est professeur à Sorbonne Université et, depuis 2019, directeur de la mission de préfiguration du musée du Grand Siècle, projet porté par le département des Hauts-de-Seine.

## Biographie

### Enseignement
Historien et historien de l'art, Alexandre Gady a été successivement maître de conférences à l'université Paris IV-Sorbonne de 2005 à 2009, puis professeur d'histoire de l'art moderne à l'université de Nantes, avant d'être élu à l'université Paris-Sorbonne en 2012. Il y occupe la chaire d'histoire de l'architecture moderne où il succède à Claude Mignot. Entre 2014 et 2018, il a dirigé le Centre André-Chastel. 
Il a également enseigné à l'École du Louvre (1995-2001), à l'Institut d'études politiques de Paris (2000-2007) et à l'École de Chaillot (depuis 2007). 
Entre 2017 et 2022, il a été professeur invité à l'École polytechnique fédérale de Lausanne.
Il a également été conseiller scientifique au Centre allemand d'histoire de l'art de Paris (2002-2007).

### Mise en valeur et défense du patrimoine
Alexandre Gady a été, entre 1993 et 1999, chargé de mission à la Commission du Vieux Paris, organisme municipal consultatif chargé du patrimoine parisien.
De 2003 à 2005, il participe à la mission « Nancy 2005, le temps des Lumières » (mairie de Nancy).
En 2011, il est élu président de la Société pour la protection des paysages et de l'esthétique de la France (SPPEF). En 2019, il est remplacé par Julien Lacaze et devient président d'honneur (jusqu'en 2021).
Il s'oppose aux éoliennes et déclare : « Les aérogénérateurs industriels polluants (AIP), dits "éoliennes", sont la première menace qui pèse aujourd'hui sur les paysages français ».

### Musée du Grand Siècle, Saint-Cloud
Depuis 2019, il est chargé du projet du musée du Grand Siècle du département des Hauts-de-Seine, investissement culturel de 150 millions d'euros. Ce nouveau musée, voulu par Patrick Devedjian, est destiné à héberger dans l'ancienne caserne Sully, à Saint-Cloud, la collection de peintures, dessins et animaux de verre de Murano de Pierre Rosenberg, de l'Académie française, ancien président-directeur du musée du Louvre et spécialiste de Nicolas Poussin.

## Publications

### Ouvrages
- La Rue des Francs-Bourgeois au Marais, Paris, Délégation à l'action artistique de la Ville de Paris, 1992, 303 p. (ISBN 978-2-905118-43-1 et 978-2-905118-43-1, OCLC 28545555, BNF 35547779) (direction)Publié à l'occasion de l'exposition présentée à Paris, Mairie du 3e arrondissement, 29 octobre-29 novembre 1992 et Mairie du 4e arrondissement, 8 avril-5 mai 1993.
- Le Marais : Guide historique et architectural, Paris, Carré, 1994, 326 p. (ISBN 978-2-908393-09-5 et 978-2-908393-09-5, OCLC 32476156, BNF 36154617)
- De la place Royale à la place des Vosges, Paris, Action artistique de la ville de Paris, coll. « Paris et son patrimoine », 1996, 414 p. (ISBN 978-2-905118-88-2 et 978-2-905118-88-2, BNF 40592947) (direction)Publié à l'occasion de l'exposition organisée par l'Action artistique de la ville de Paris et présentée à l'académie d'architecture et au centre culturel suédois.
- La Montagne Sainte-Geneviève et le Quartier latin : Guide historique et architectural, Paris, Hoëbeke, 1998, 327 p. (ISBN 978-2-84230-067-8 et 978-2-84230-067-8, OCLC 40813593, BNF 36996493)
- L'Hôtel de Sully, au cœur du Marais, Paris, Monum, éditions du Patrimoine, coll. « Itinéraires du patrimoine », 2002, 64 p. (ISBN 978-2-85822-344-2 et 978-2-85822-344-2, OCLC 51842396, BNF 41015556)
- La Place Saint-Georges et son quartier : 9e arrondissement, Paris, Paris musées, coll. « Quartier de vie », 2003, 88 p. (ISBN 978-2-87900-789-2 et 978-2-87900-789-2, OCLC 53936946, BNF 39119278)
- Le Jardin des Plantes (avec Stéphane Deligeorges et Françoise Labalette), Paris, éd. du Patrimoine, 2004 (2e éd. 2011).
- Place des Victoires. Histoire, architecture, société, Paris : Éd. de la Maison des sciences de l'homme, 2004 (codirection avec Isabelle Dubois et Hendrik Ziegler)
- De l'esprit des villes. Nancy et l'Europe urbaine au siècle des Lumières, 1720-1770 [exposition, Musée des beaux-arts de Nancy], Versailles : Éd. Artlys, 2005 (codirection avec Jean-Marie Pérouse de Montclos)
- Jacques Lemercier, architecte et ingénieur du roi, Paris : Éd. de la Maison des sciences de l'homme, 2005 (préf. de M. Fumaroli). Prix Fondation Eugène-Piot de l'Académie des Inscriptions et Belles Lettres
- Les hôtels de Guénégaud et de Mongelas, rendez-vous de chasse des Sommer au Marais, Paris : Citadelles & Mazenod, 2006 (codirection avec Jean-Pierre Jouve)
- Jules Hardouin-Mansart 1646-1708, Paris : Éd. de la Maison des sciences de l'homme, 2008 (direction)
- Les Hôtels particuliers de Paris, du Moyen Âge à la Belle Époque, Éditions Parigramme, 2008 ; 2e éd. corrigée, 2011
- Versailles : La fabrique d'un chef-d’œuvre, Paris : Éditions Le Passage, 2011
- L'hôtel de la Marine, Paris : Éditions Nicolas Chaudun, 2011 (direction). Prix Beau livre de l'Académie de Marine
- Le jardin des Tuileries d’André Le Nôtre. Un chef-d’œuvre pour le Roi-Soleil (avec Anne Allimant-Verdillon), Paris, éd. Somogy, 2013.
- Le Louvre et les Tuileries. La fabrique d'un chef-d'œuvre, éditions du Musée du Louvre / Le Passage, Paris, 2015 ; p. 320  (ISBN 978-2-84742-246-7) - prix Drouot des amateurs du livre d'art ; prix François-Victor Noury, de l'Institut, sur proposition de l'Académie française
- Dessiner pour bâtir : le métier d’architecte au XVIIe siècle (avec  Alexandre Cojannot) (catalogue d'exposition, Paris, Archives nationales, décembre 2017-mars 2018), Paris, Le Passage, décembre 2017, 352 p. (ISBN 978-2-84742-374-7, présentation en ligne) - première médaille des Antiquités de la France, Académie des inscriptions et belles-lettres
- avec Claude Mignot, Le Val-de-Grâce, éditions de l’Esplanade, 2019.
- L'hôtel des Invalides, Paris : Éditions de l'esplanade, 2015, 251 p.  (ISBN 979-10-95551-00-3)

### Article
- « Contre Haussmann », in Commentaire, n° 75, automne 1996.

### Prix
- Prix Drouot des Amateurs du Livre d'Art 2025 pour Olivier Bosc (dir.), Sophie Guérinot (dir.),Gilles Pécout (avt-pr.) Marie-K. Aglan, Bruno Blasselle, Christophe Bottineau, Jérémy Chaponneau, Marianne Cojannot-Le Blanc, Étienne Faisant, Nadine Férey-Pfalzgraf, Alexandre Gady, Christophe Huchet de Quénetain, Marie-Élisabeth Jacquet, Marine Le Bail, Claire Lesage,  Sophie Mouquin, Sophie Nauleau, Ève Netchine, Séverine Pascal, Fabienne Queyroux,  Philippe Régnier, Rémi Verron,L’Arsenal au fil des siècles. De l’hôtel du grand maître de l’artillerie à la bibliothèque de l’Arsenal, Paris, Le Passage, Éditions de la BnF, 2024.

## Thèse et habilitation à diriger des recherches
- Architecture à l’époque moderne et patrimoine : de l’hôtel parisien au grand style français, Université de Paris-IV Sorbonne, 2008, dir. Claude Mignot. Jury : Barthélémy Jobert (Paris-IV-Sorbonne), président; Jean-Pierre Babelon, de l’Institut, Daniela del Pesco (Aquila, Italie), Thomas W. Gaehtgens (Getty Research Institut), Daniel Rabreau (Paris-I-Sorbonne), Cl. Mignot. (Habilitation à diriger les recherches)
- Jacques Lemercier, architecte et ingénieur du Roi (avant 1586-1654), Université François-Rabelais, Tours, 2001, dir. M. Claude Mignot. Jury : Jean-Pierre Babelon, de l’Institut, président ; Jean Guillaume (Paris-IV-Sorbonne), Jean-Marie-Pérouse de Montclos (CNRS), Cl. Mignot (mention très honorable avec les félicitations du jury à l’unanimité). (Doctorat d'histoire de l'art)

- Hervé Brunon, De l’imaginaire de la nature à la poétique des lieux : histoire holistique des jardins et archéologie de la relation paysagère en Occident — 21 juin 2014[5]

### Thèses de doctorat
- Etienne Faisant, L’architecture à Caen du règne de Charles VIII au début du règne de Louis XIII — 30 novembre 2013[6]
- Juliette Hernu, De la planche à la page. Pierre Bullet et l’architecture en France sous Louis XIV — 5 décembre 2015[7]
- Marion Muller, Das Schloss als Zeichen des Aufstiegs. Die künstlerische Ausstattung von Vaux-le- Vicomte im Spannungsfeld repräsentativer Strategien des neuen Adels im französischen 17. Jahrhundert [en co-tutelle avec Thomas Kirchner, université de Francfort] — 30 juin 2016[8]
- Agueda Iturbe-Kennedy, Entrer dans la ville. Aux confins des paysages urbain et périurbain dans le royaume de France (1670-1789) [en co-tutelle avec Marc Grignon, université de Laval, Canada] — 9 décembre 2017[9]
- Cécile Lestienne, Le temple de Comus. Naissance et évolution de la salle à manger dans l’architecture française (XVIIe – XIXe siècles) — 9 décembre 2017[10]
- Camilla Ceccotti, L'architecture de la Renaissance à Poitiers : la réception du langage architectonique à l’antique dans les édifices résidentiels entre la fin du Quattrocento et le milieu du Cinquecento [en co-tutelle avec Flaminia Bardati, université La Sapienza de Rome] — 28 juin 2018[11]
- Yvon Plouzennec, La carrière de Claude Jean-Baptiste Jallier de Savault (1739-1806). Architecte du règne de Louis XV à l’Empire — 24 novembre 2018[12]
- Anaïs Bornet, Le château de Choisy-le-Roi au XVIIIe siècle. Architecture, vie sociale, administration — 8 janvier 2019[13]
- Adrian Fernandez Almoguera, De l’académie des Beaux Arts aux chantiers de l’Empire : Madrid et la construction d’une nouvelle pensée architecturale pour l’Espagne 1780-1814 — 18 janvier 2020[14]
- Patrick Bordeaux, De Maillé à Luynes. Genèse et identités d'une ville de Touraine à l'âge moderne – 18 janvier 2020[15]

## Distinctions
- Chevalier de l'ordre des Arts et des Lettres (2012)[16]
- Prix Fondation Eugène-Piot, Académie des inscriptions et belles-lettres (2006)[17]
- Prix Drouot des amateurs du livre d'art (2015)[18]
- Prix François-Victor-Noury, de l'Institut, sur proposition de l'Académie française (2016)[19]
- Première médaille des Antiquités de la France, Académie des inscriptions et belles-lettres (2018)[20]